# Minneapolis Sculpture Garden

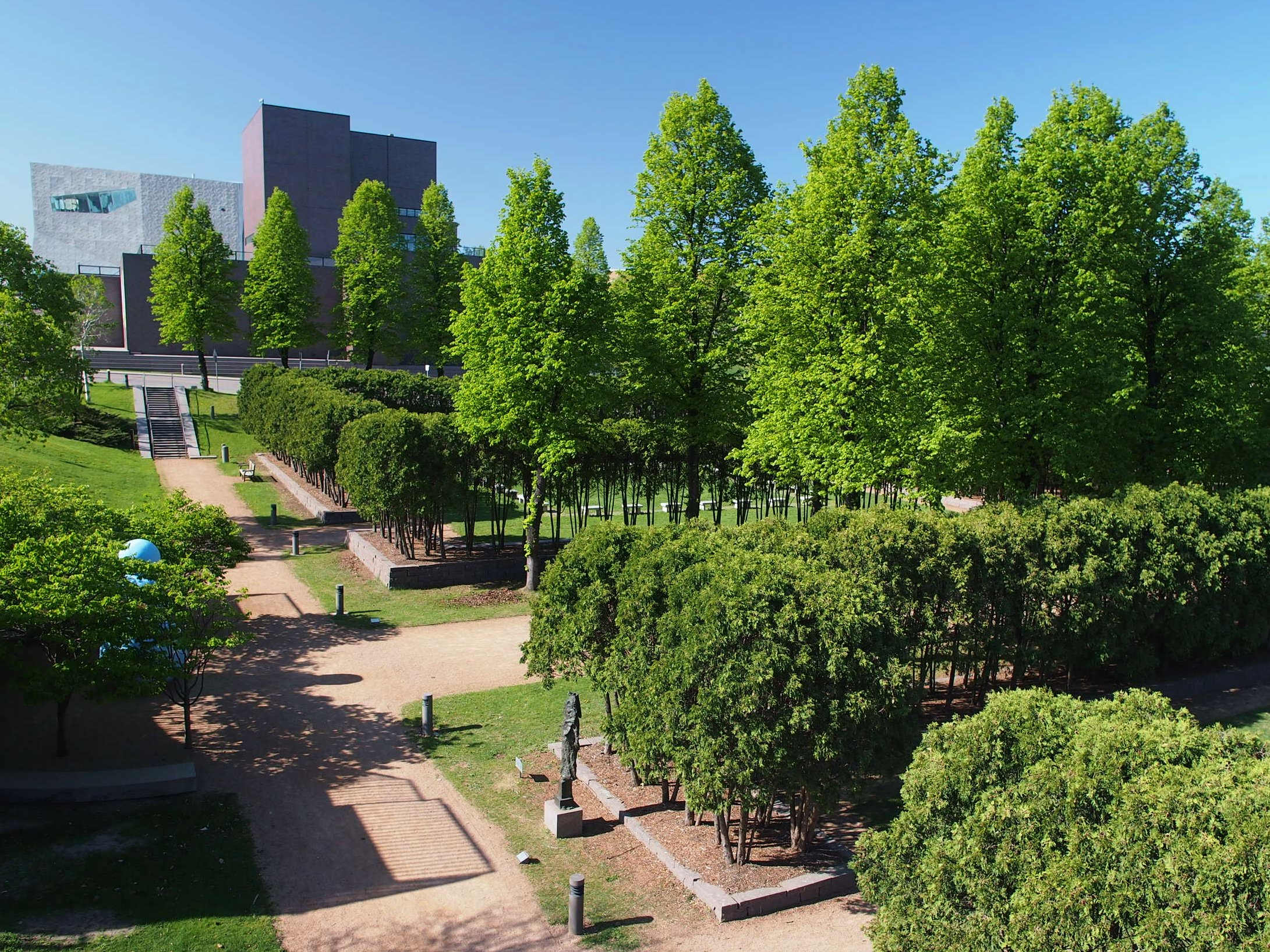
Der Minneapolis Sculpture Garden und das Walker Art Center (2015)

Der Minneapolis Sculpture Garden ist ein viereinhalb Hektar großer Skulpturengarten in Minneapolis, Minnesota. Er befindet sich nahe dem Walker Art Center, von dem er zusammen mit dem Minneapolis Park and Recreation Board betrieben wird. Mit über 40 dauerhaft und weiteren vorübergehend installierten Skulpturen ist er einer der größten städtischen Skulpturengärten der Vereinigten Staaten. Neben dem Blick auf die nahegelegene Basilica of Saint Mary bietet der Park auch Aussicht auf die Skyline von Minneapolis.
Das ursprüngliche Parkgelände entstand Anfang des 20. Jahrhunderts. Der Schweiz-Amerikaner Theodore Wirth, der auch große Teil des Parksystems von Minneapolis entworfen hatte, ließ um ein Gebäude der U.S. Nationalgarde ein weitflächige Parkgelände mit dem Namen Armonry Gardens entstehen. Als 1933 das Gebäude abgerissen wurde, ging diese ursprüngliche Parkstruktur teilweise verloren. Ende der 1960er Jahre durchkreuzte der Interstate 94 den Park und trennte ihn vom östlich gelegenen Loring Park. Teile des Geländes wurden fortan für Sportplätze genutzt. So entstanden auch ein 16.000 Zuschauer fassendes Footballstadion (Parade Stadium) und ein kleineres Baseballstadion. Bereits in den 1960er Jahren gab es erste Diskussionen zwischen der Parkverwaltung und dem Walker Art Center, wie das Gelände am besten für kulturelle Zwecke eingesetzt werden könne.
Erst im Jahre 1984 wurde entschieden, die alten Parkflächen in einen Skulpturengarten umzugestalten. Am 10. September 1988 wurde dieser feierlich eröffnet. 1992 nochmals auf eine Fläche von insgesamt 45.000 Quadratmeter vergrößert.
Mittelpunkt des Parks ist der von Claes Oldenburg und Coosje van Bruggen entworfene „Spoonbridge and Cherry“-Brunnen. Zum Park gehört zudem ein tropisches Gewächshaus (Cowles Conservatory). Mit der Irene Hixon Whitney Bridge, die vom iranisch-amerikanischen Künstler Siah Armajani entworfen wurde, entstand zudem eine Fußgängerbrücke über den Interstate 94 und damit wieder eine direkte Verbindung zum Loring Park.